# Capasa pyrrhularia
Capasa pyrrhularia är en fjärilsart som beskrevs av Achille Guenée 1857. Capasa pyrrhularia ingår i släktet Capasa och familjen mätare. Inga underarter finns listade i Catalogue of Life.